# زدنیکا هونسووا
زدنیکا هونسووا (انگلیسی: Zdeňka Honsová؛ ۳ ژوئیهٔ ۱۹۲۷ – ۱۶ مهٔ ۱۹۹۴) ژیمناست هنری اهل چکسلواکی بود.